# ESCP Business School
ESCP Business School — європейська бізнес-школа з кампусами в Парижі, Лондоні, Берліні, Мадриді, Турині та Варшаві. Вона була заснована в 1819 році та є найстарішою бізнес-школою у світі . Школа має міжнародні програми наступного рівня: бакалаврат, магістратуру, докторантуру та магістратуру бізнес адміністрації.
За версією Financial Times, у 2012 році школа ESCP зайняла 10-е місце серед європейських бізнес-шкіл.   Згідно з рейтингом Financial Times, у 2010 році програма Master in Management посіла перше місце у світі, а в 2013 році — друге.  Крім того, завдяки програмі Executive MBA, школа займає 21-е місце у світовому рейтингу. Програма школи MEB схожа на очну форму програми MBA, але базується на міжкультурному підході до викладання матеріалу. ESCP також надає докторську програму (PhD) та кілька магістерських програм (Master) у специфічних галузях управлінських наук, таких як маркетинг, фінанси та підприємництво.
Програми школи мають міжнародну потрійну акредитацію AMBA, EQUIS та AACSB. Школа випустила понад 40 тисяч видатних діячів бізнесу та політики, серед яких Патрік Томас (генеральний директор Hermès), Ігнасіо Гарсіа Алвес (генеральний директор Arthur D. Little), Ніколя Петровіч (генеральний директор Eurostar) та комісар ЄС із питань внутрішнього ринку та послуг Мішель Барньє.

## Історія
Школа ESCP була заснована 1 грудня 1819 року групою вчених економічних наук і бізнесменів, серед яких був економіст Жан-Батист Сей і трейдер Віталь Ру. ESCP стала першою бізнес-школою у світі, відтак ці два чоловіка можуть вважатися винахідниками самого поняття «бізнес-школи».   Школа створювалася за моделлю знаменитої Політехнічної школи (École Polytechnique), але була набагато скромнішою у своїх починаннях, головним чином через те, що не мала фінансової підтримки з боку держави.
Школа ESCP стала міжнародною одразу з моменту свого заснування. У 1824 році класи школи налічували 118 студентів, і вже тоді серед них було близько 30% іноземців з Іспанії, Бразилії, Голландії, Німеччини, Португалії та Америки. Вивчення іноземних мов складало невід’ємну частину першої навчальної програми школи, курси якої читалися французькою, англійською, німецькою та іспанською мовами.   У 1873 році було засновано асоціацію випускників ESCP. У 1921 році у великому актовому залі Сорбонни школа ESCP відсвяткувала своє 100-річчя, відкладене через післявоєнну кризу.
Кампуси ESCP у Великій Британії (в Оксфорді, нині в Лондоні) і Німеччині (в Дюссельдорфі, нині в Берліні) були відкриті в 1974 і 1975 роках відповідно. У 1988 році відкрився кампус у Мадриді, Іспанія, а в 2004 році — в Турині, Італія. Кампус із Дюссельдорфа був перенесений до Берліна в 1984 році. У 2005 році ESCP переїхала з Оксфорда в Лондон. Будівля лондонського кампусу раніше належала New College — школі Лондонського університету та теологічного коледжу Об’єднаної реформатської церкви.
У 2011 році школа ESCP стала одним із партнерів-засновників HESAM, групи відомих закладів для дослідницької і вищої навчальної діяльності в галузі гуманітарних і суспільних наук, зібраних навколо Сорбонни.

## Програма MEB — Master in European Business
Програма MEB створена за принципом MBA і базується на міжкультурному підході до викладання матеріалу. Це однорічна післядипломна програма очної форми навчання в області загального управління. Вона призначена для випускників, які мають диплом бакалавра з відзнакою в будь-якій відмінній від бізнесу дисципліні (наприклад, в області юридичних, інженерних, природничих, гуманітарних або медичних наук). Бажано мати попередній дво- або трирічний післядипломний професійний досвід. Курс орієнтований на міжнародну аудиторію, загалом в усіх п’яти кампусах за програмою навчаються студенти 40 різних національностей, без врахування національності — понад 15% усього класу.

## Програма Master in Management
Master in Management — програма для студентів без попереднього досвіду роботи, які відбираються на конкурсній основі. Ця програма увібрала в себе двохсотлітній досвід колись французької, а тепер загальноєвропейської бізнес-школи. Навчання на основі дворічного курсу загального управління проходять 800 студентів. Усього програма об’єднує студентів приблизно 70 національностей. Студенти можуть вчитися в Парижі, Лондоні, Берліні, Мадриді, Турині або в одному з близько 100 партнерських закладів. В рамках програми загального управління можна вибирати з понад 20 спеціальних і понад 150 факультативних курсів. Студенти можуть отримати до трьох різних ступенів.